# Triaspis halidayi
Triaspis halidayi är en stekelart som beskrevs av Martin 1956. Triaspis halidayi ingår i släktet Triaspis och familjen bracksteklar. Inga underarter finns listade i Catalogue of Life.